# Hauptscharführer

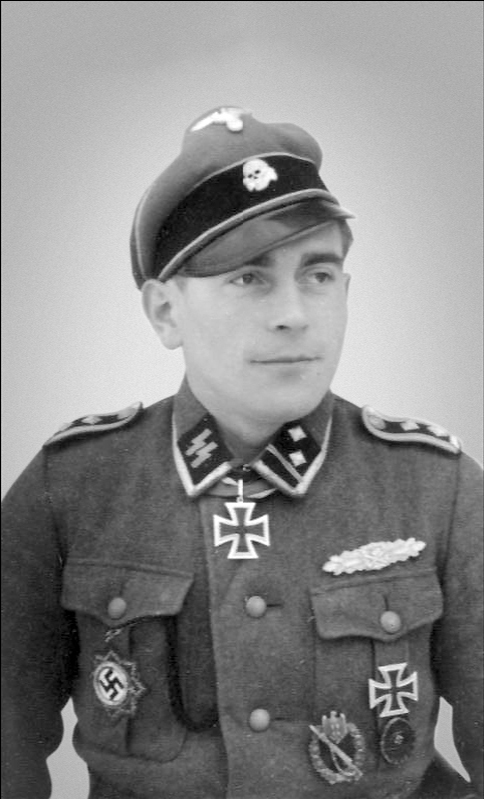
SS-Hauptscharführer Gustav Schreiber (1916–1995) den 10 januari 1944. Runt halsen bär han Riddarkorset av Järnkorset. Därtill har han dekorerats med Tyska korset i guld, Närstridsspännet i guld, Järnkorset av första klassen, Infanteristridsmärket i brons samt Såradmärket i svart.

Hauptscharführer var en grad inom det nazityska paramilitära Schutzstaffel (SS). Graden instiftades kort efter de långa knivarnas natt 1934.

## SS-Hauptscharführer i urval
- Otto Brinkmann
- Erwin Busta
- Kurt Eccarius
- Wilhelm Gerstenmeier
- Lorenz Hackenholt
- Finn Knutinge Kaas
- Felix Landau
- Pieter Menten
- Gerhard Palitzsch
- Eduard Roschmann
- Georg Schallermair
- Martin Sommer
- Franz Xaver Trenkle
- Ernst Varchmin

## Gradbeteckningar för Hauptscharführer i Waffen-SS

Axelklaff
Kragspeglar
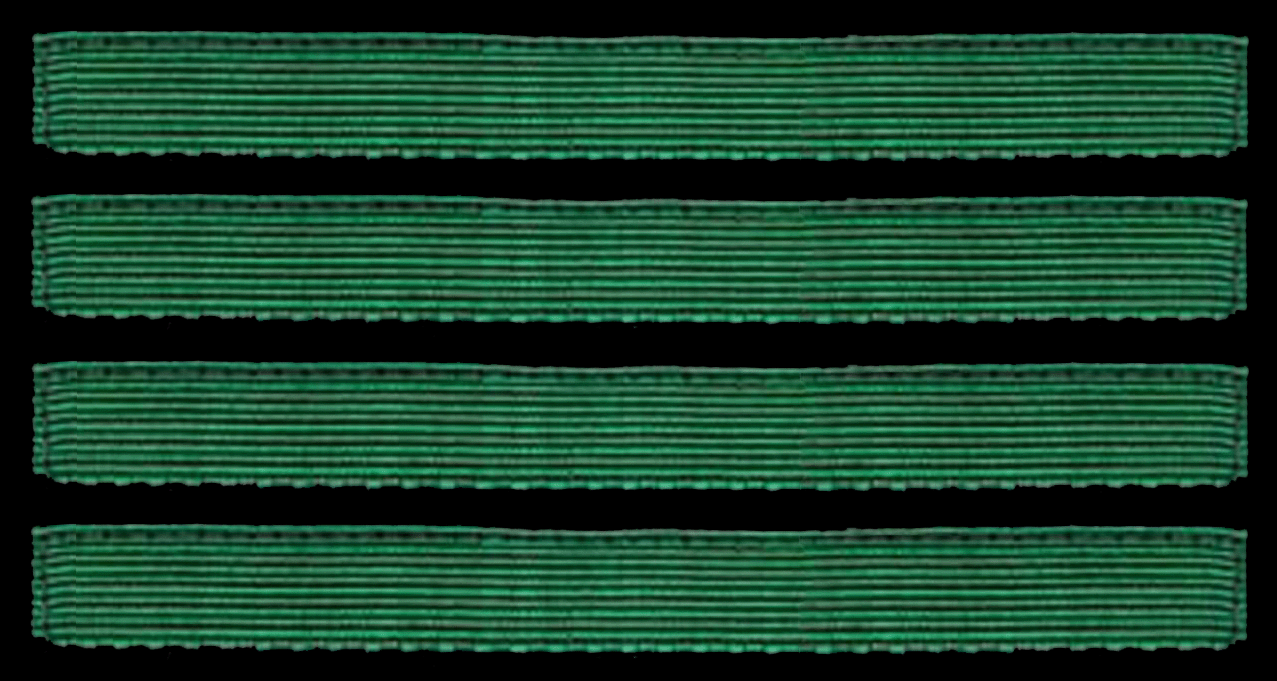
Kamouflage
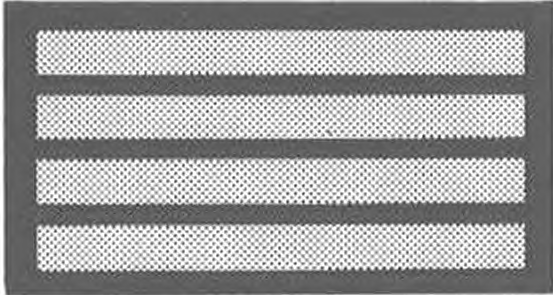
Kamouflage